# 山の神
山の神（やまのかみ）は、山に宿る神の総称である。山神・山祇（やまがみ/やまつみ）とも言い、やまつみの場合は国津神としての性格を表す祇を充てる。

## 歴史
実際の神の名称は地域により異なるが、その総称は「山の神」「山神」でほぼ共通している。その性格や祀り方は、山に住む山民と、麓に住む農民とで異なる。どちらの場合も、山の神は一般に女神であるとされており、そこから自分の妻のことを謙遜して「山の神」という表現が生まれた。このような話の原像は『古事記』、『日本書紀』のイザナミノミコトとも一致する。

## 概要
農民の間では、春になると山の神が、山から降りてきて田の神となり、秋には再び山に戻るという信仰がある。すなわち、1つの神に山の神と田の神という2つの霊格を見ていることになる。農民に限らず日本では死者は山中の常世に行って祖霊となり子孫を見守るという信仰があり、農民にとっての山の神の実体は祖霊であるという説が有力である。正月にやってくる年神も山の神と同一視される。ほかに、山は農耕に欠かせない水の源であるということや、豊饒をもたらす神が遠くからやってくるという来訪神（客神・まれびとがみ）の信仰との関連もある。

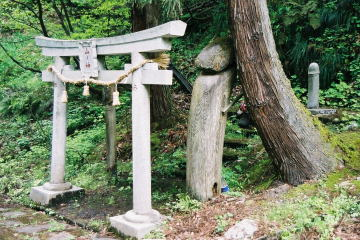
新潟県見附市の山の神。性神として祀られている。

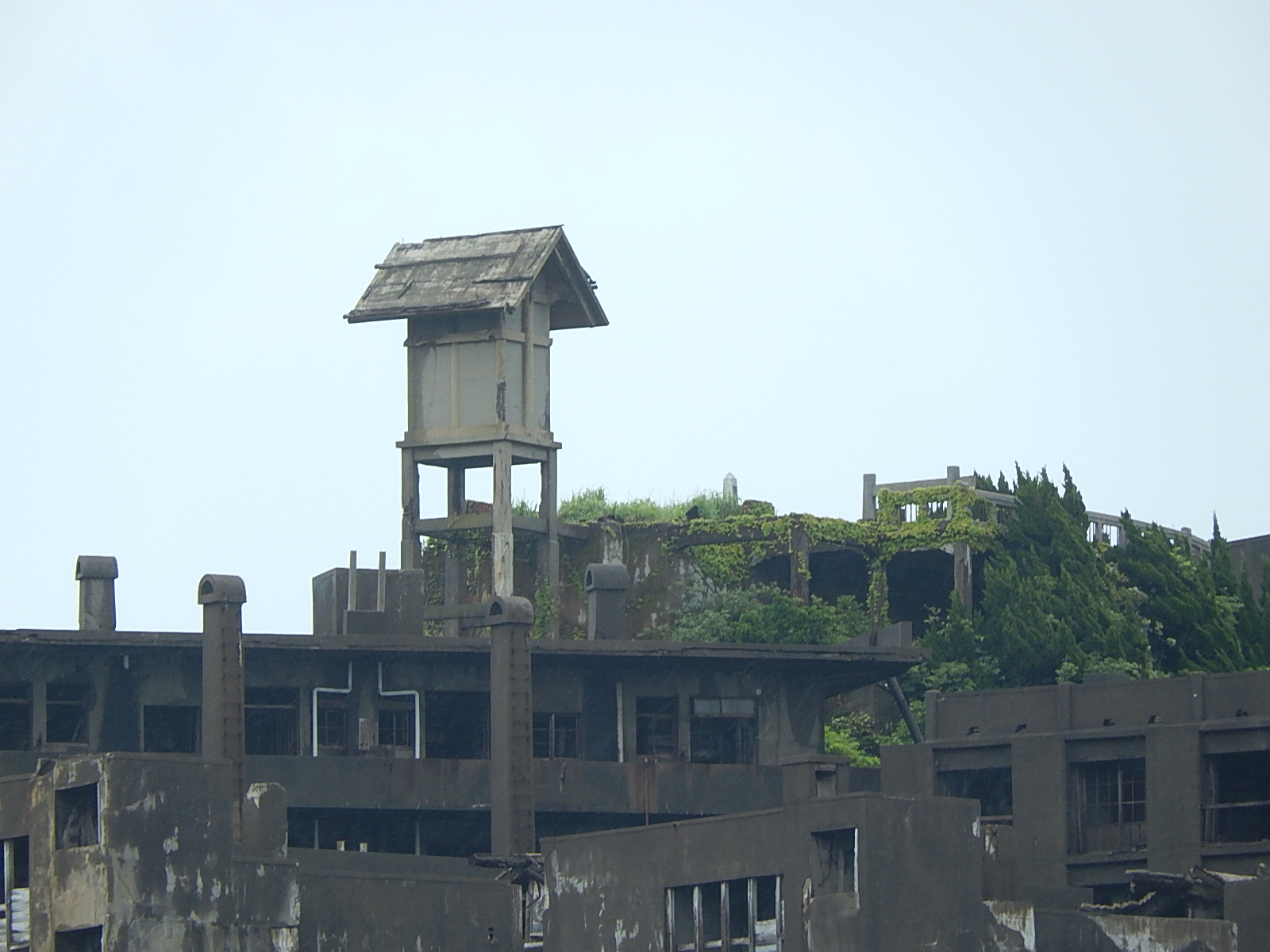
軍艦島の端島神社

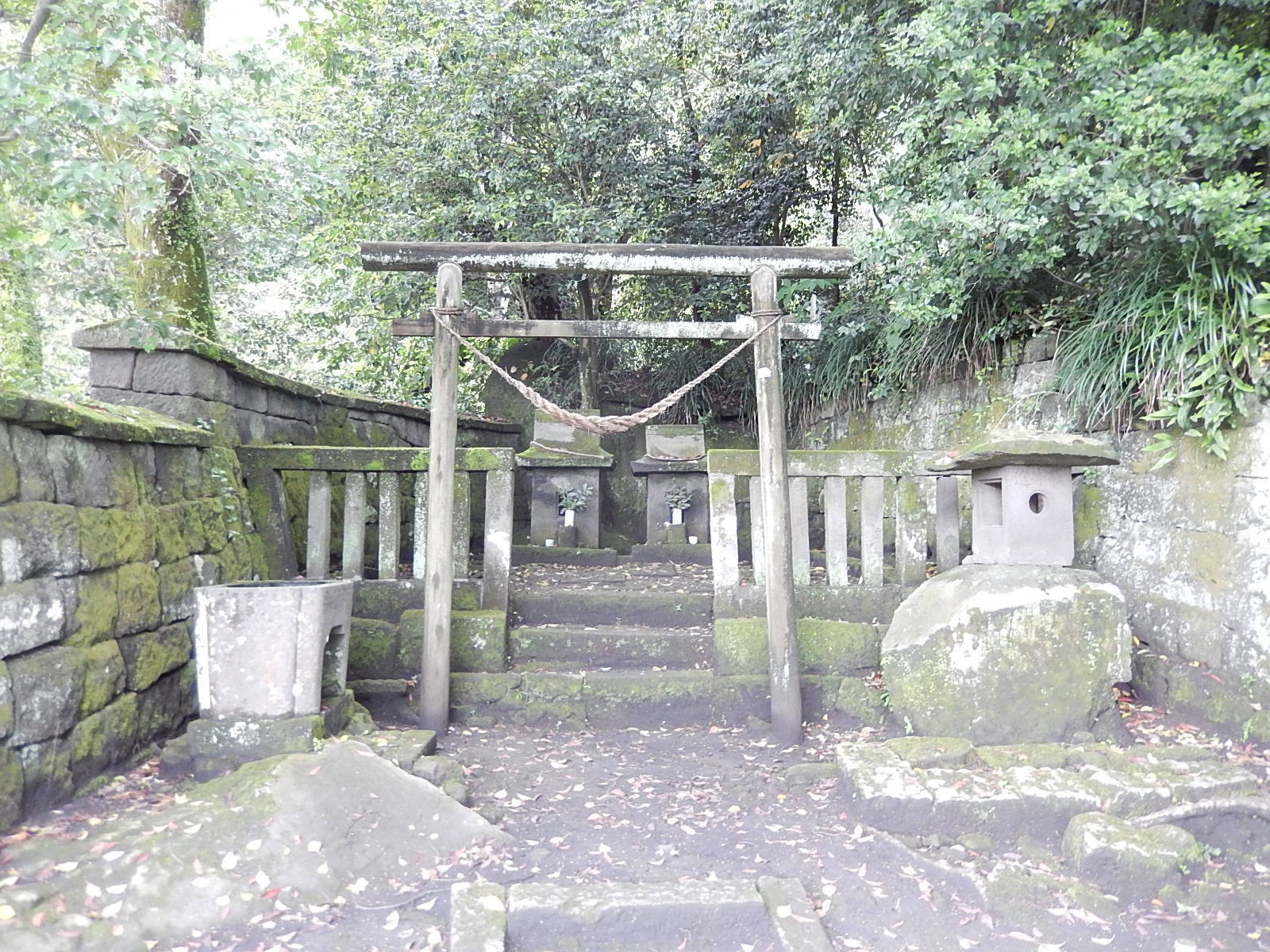
集成館の山神社

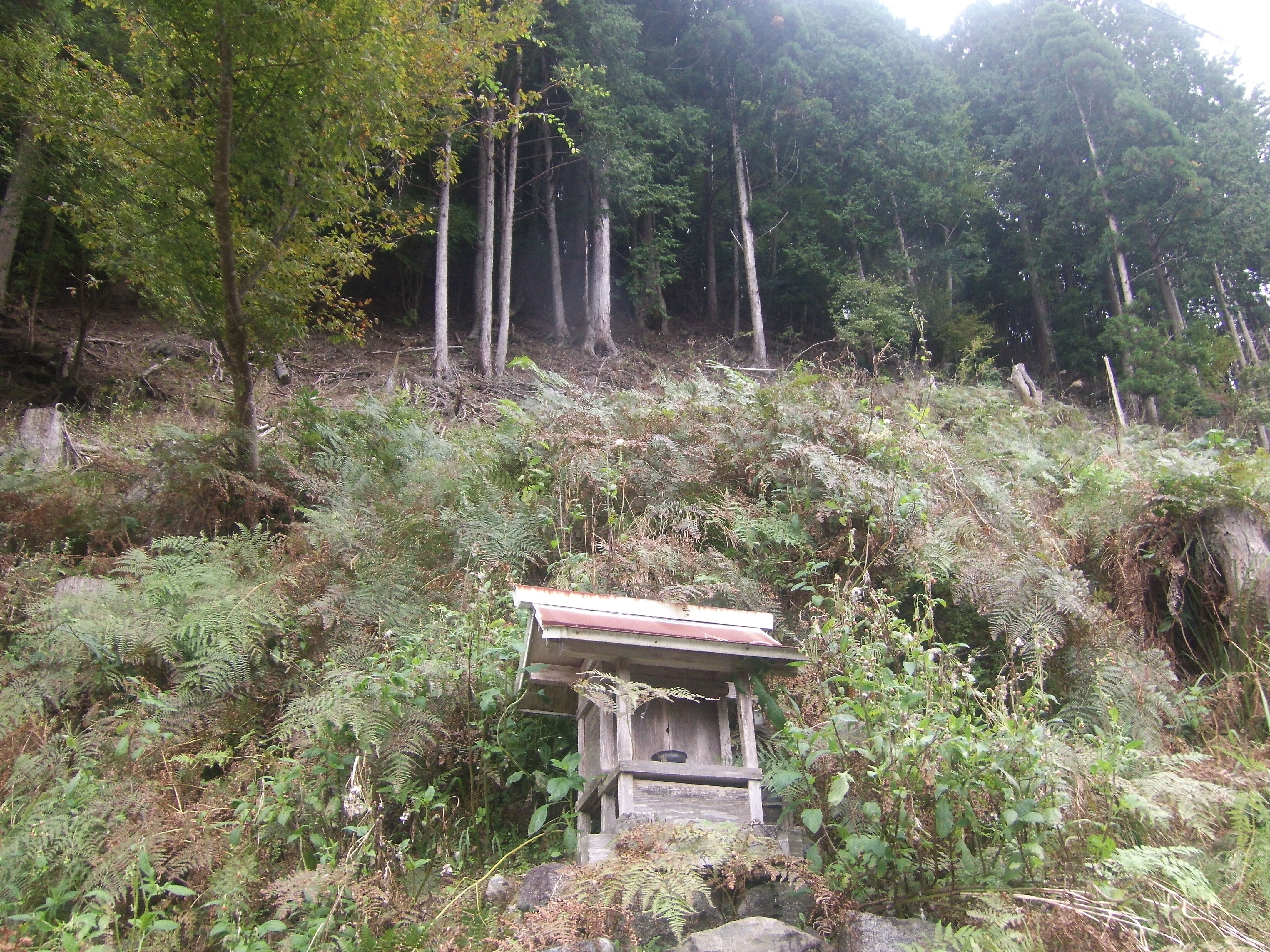
京都北山杉林業で大山祇神を祀る祠

猟師・木樵・炭焼きなどの山民にとっての山の神は、自分たちの仕事の場である山を守護する神である。農民の田の神のような去来の観念はなく、常にその山にいるとされる。この山の神は一年に12人の子を産むとされるなど、非常に生殖能力の強い神とされる。これは、山の神が山民にとっての産土神でもあったためであると考えられる。山民の山の神は禁忌に厳しいとされ、例えば祭の日（一般に12月12日、1月12日など12にまつわる日）は山の神が木の数を数えるとして、山に入ることが禁止されており、この日に山に入ると木の下敷きになって死んでしまうという。長野県南佐久郡では大晦日に山に入ることを忌まれており、これを破ると「ミソカヨー」または「ミソカヨーイ」という何者かの叫び声が聞こえ、何者か確かめようとして振り返ろうとしても首が回らないといい、山の神や鬼の仕業と伝えられている。
また、女神であることから出産や月経の穢れを特に嫌うとされるほか、祭の日には女性の参加は許されてこなかった。山の神は醜女であるとする伝承もあり、自分より醜いものがあれば喜ぶとして、顔が醜いオコゼを山の神に供える習慣もある。なお、山岳神がなぜ海産魚のオコゼとむすびつくのかは不明で、「やまおこぜ」といって、魚類のほかに貝類などをさす場合もある。マタギは古来より「やまおこぜ」の干物をお守りとして携帯したり、家に祀るなどしてきた。「Y」のような三又の樹木には神が宿っているとして伐採を禁じ、その木を御神体として祭る風習もある。三又の木が女性の下半身を連想させるからともいわれるが、三又の木はそもそもバランスが悪いために伐採時には事故を起こすことが多く、注意を喚起するためともいわれている。
日本神話では大山祇神などが山の神として登場する。また、比叡山・松尾山の大山咋神、白山の白山比咩神など、特定の山に結びついた山の神もある。
オーストリアの民族学者アレクサンダー・スラヴィクは、日本の「山の神」研究を紹介するとともに、ドイツにおける「山の中に眠っている王」（カール大帝やフリードリヒ･バルバロッサなど）「山に住む神々」と比較し、類似点を指摘した。

### 鉱山における山神
日本の鉱山においては、安全と繁栄を祈願してオオヤマツミやカナヤマヒコ・カナヤマヒメを祀る神社が設置されることが多く、これらも略称して山神と称する。鉱山で採掘された鉱石がご神体となったり、稀ではあるが、奈良県の大和水銀鉱山のように、創業者（発見者）を祭る山神社もある。多くは祠程度の規模のものが多いが、歴史が長かったり、規模の大きかったりする鉱山においては一般的な神社と同じ規模のケースもある。
鉱山の閉山後は、本社が存在する場合は大山祇神社や南宮大社に還御されるが、そうでない場合は朽ち果て自然消滅する場合も多い。あるいは、鉱山閉山後も製錬所が操業を続けたり、廃水処理施設が稼働したりする場合には、神社が施設の守り神として維持されることがある。

#### 主要鉱山における神社
金鉱山
- 大山祇神社（佐渡金山） - 大山祇神社より勧請
- 山神社（土肥金山） - 大山祇神社より勧請
- 大山祇神社（鴻之舞鉱山） - 大山祇神社より勧請。閉山時に大山祇神社本社に還御されており現存せず。
- 山神社（鯛生金山） - 大山祇神社より勧請

銀鉱山
- 佐毘売山神社（石見銀山） - 美濃郡の佐毘売山神社（南宮大社系）より勧請（祭神は金山彦神、金山姫神）
- 山神社（生野銀山） - 大山祇神社より勧請された社と[4]、祭神が金山彦神の社がある。

銅鉱山
- 大山積神社（別子銅山） - 大山祇神社より勧請
- 鉱山神社（足尾銅山） - 祭神は大山祇神、金山彦神、金山姫神

炭田
- 大之浦神社（筑豊炭田） - 大山祇神社より勧請。閉山後は筑豊炭田に分布する複数の山ノ神を統合し、天照神社に合祀
- 春採神社（太平洋炭鉱） - 大山祇神社より勧請。閉山時に大山祇神社本社に還御されており現存せず。
- 大山祇神社（西彼杵炭田） - 大山祇神社より勧請。閉山後浅間神社に合祀。のち炭鉱守護から造船守護に役割を変えて再建。
- 湯本山神社（常磐炭田） - 大山祇神社より勧請。閉山後は常磐炭田に分布する複数の山神社が統合された。
- 端島神社（端島炭坑） - 祭神は金刀比羅宮と大山祇神。拝殿が崩壊している。

その他
- 山神宮（明延鉱山） - 大山祇神社より勧請。閉山時に大山祇神社本社に還御されており現存せず[5]。
- 神岡鉱山神社（神岡鉱山） - 祭神は大山祇神、金山彦神、金山姫神。閉山後廃社（現存せず）

### 林業における山神
鉱山神にも共通するが、日本の林業においては、オオヤマツミが林業神としての山の神として崇められている。かつての式や決め事としては山の神の祭日には入山を忌み、伐採を始める前には木を1本切り倒して伐り株に酒や塩を供え、山の神に無事を祈る。時代や場所にもよるが、伐採を「サキヤマ」、祈りの式を「ヤマハジメ」という。

## 現在
主に東北・北海道地方において、12月12日（一部で1月12日）には山林での作業を一切行わない林業者の慣習が残っている。森林組合などではこの日に祈願祭や忘年会、新年会を催すなど、祭の日の名残りが見られる。

### 転用
山の神は女神であり、恐ろしいものの代表的存在であったことから、中世以降、口やかましい妻の呼称の一つとして「山の神」が用いられるようになった。

#### 箱根駅伝
近年では、箱根駅伝の5区（往路の山登り区間。下る復路が6区）で複数年に渡り圧倒的な快走を見せた選手を指して、マスメディア（日本テレビや文化放送など、中継を担当する放送局）が比喩的に「山の神」と表現する場合がある。2007年の日本テレビの箱根駅伝中継において、往路の芦ノ湖中継担当であった河村亮が順天堂大学の今井正人がゴールする直前に「今、山の神、ここに降臨!その名は今井正人!」と実況したことが由来となっている。そこを起点として初代が今井正人、二代目が東洋大学の柏原竜二、三代目が青山学院大学の神野大地を指すようになった。スポーツライターの生島淳は『元祖・山の神』を1974年から4年連続で5区の区間賞を獲得した大久保初男（大東文化大学）であるとし、今井以前の「山の神」に上田誠仁や木下哲彦（金哲彦）、を挙げている。